# ایزابل میر
ایزابل میر (فرانسوی: Isabelle Mir‎؛ زادهٔ ۲ مارس ۱۹۴۹) اسکی‌باز آلپاین اهل فرانسه است.